# Zannanza
Zannanza era un fill del rei hitita Subiluliuma I. Alguns erudits pensen que mes que el nom del príncep es tractaria del seu títol egipci.
A la mort de Tutankhamon la seva vídua Ankhesenamon (anomenada també Dahamunzu, que probablement era un títol més que un nom) i tercera filla d'Akhenaton, va escriure a Subiluliuma demanant un fill per casar-hi. El rei hitita, que era davant Kargamis, va quedar sorprès i va enviar a comprovar la veracitat del missatge a Hattusazit, el camarlenc reial. Al cap d'unes setmanes o mesos va retornar el camarlenc amb un enviat egipci anomenat Hani.
Convençut el rei després de llargues vacil·lacions, va acordar l'establiment de la pau entre Hatti i Egipte i va enviar el seu fill Zannanza per casar amb la viuda. Però en el camí Zannanza va morir assassinat segurament per membres de la cort egípcia que no veien bé la ingerència dels hitites. Els cortesans van obligar a la reina casar-se amb un d'ells, anomenat Ay, que va esdevenir faraó.
Aquest fet va provocar la ira de Subiluliuma que va enviar un altre fill seu, Arnuwandas II en una expedició de càstig contra Egipte, on va fer molts presoners que va portar a Hatti. Entre els egipcis hi havia una greu plaga, que va provocar la mort de Subiluliuma i del seu fill Arnuwandas, que va ser rei, substituint el seu pare, durant molt poc temps.